# Сатой
Сатой (*д/н — 399) — цар Кавказької Албанії у 388—399 роках.

## Життєпис
Походив з династії Албанських Аршакідів. Ймовірно сином царя Урнайра. Після смерті свого брата Мірхавана у 388 році стає новим царем Кавказької Албанії. Продовжив політику попередників, спрямовану на союз з Персією.
У 389 році виступив на допомогу Бахраму IV, царя Персії, що виступив на придушення Хосрова IV, царя Вірменії, що перейшов на бік Римської імперії. На початку 390-х років основну увагу приділяв захисту кавказьких перевалів від нападу гунів.
Протягом 395—399 років з перемінним успіхом боровся проти вождів гунів, але зрештою зазнав поразки й загинув. Йому спадкувала цариця Асай.